# Calamagrostis rigescens
Calamagrostis rigescens är en gräsart som först beskrevs av Jan Svatopluk Presl, och fick sitt nu gällande namn av Frank Lamson Scribner. Calamagrostis rigescens ingår i släktet rör, och familjen gräs. Inga underarter finns listade i Catalogue of Life.